# Radio Mælkebøtten
Radio Mælkebøtten er en lokalradio i Fredericia. Radioen laver, udover lokalradio, også landsdækkende produktioner. Tidligere har radioen været med i en del projekter, fx et projekt under Kulturministeriet. Siden august 2009 arbejder radioen sammen med Euranet. 